# Cristallo
Cristallo – grupa górska w północnych Włoszech w Dolomitach, na północny wschód od Cortina d’Ampezzo, w prowincji Belluno. Cztery szczyt tej grupy osiągają wysokość ponad 3000 m: Monte Cristallo (3221 m), Piz Popena (3153 m), Cima di Mezzo (3154 m) i Cristallino d’Ampezzo (3008 m). Cima di Mezzo i Cristallino d’Ampezzo można zdobyć poprzez Via ferraty, natomiast Monte Cristallo i Piz Popena wymagają dużych umiejętności wspinaczkowych.
Pierwsze wejścia:
- Monte Cristallo (3221 m): 1865 (P. Grohmann, A. Dimai, S. Siorpaes)
- Cima di Mezzo (3154 m): 1881 (J. Stafford Anderson, S. Siorpaes, G. Ghedina)
- Piz Popena (3153 m): 1870 (R. Whitwell, S. Siorpaes, C. Lauener)
- Cristallino d’Ampezzo (3008 m): 1886 (M. Innerkofler, A. Angerer)